# おどろき!ももの木笑店街
『おどろき!ももの木笑店街』（おどろき!もものききしょうてんがい）は、松本しげのぶによる日本の漫画作品。『別冊コロコロコミック』（小学館）にて、1996年6月号から1999年4月号まで連載された。しかし単行本の扉ページなど、『月刊コロコロコミック』の作品と記載されている。
作者の松本の代表作のひとつで、本作は松本にとって初めて単行本が刊行された作品である。
自称「よい子族5人組」が繰り広げるドタバタ商店街ギャグ。
単行本の第3巻には「シャドウ」、「正義の人ジャケティス」も収録。

## 登場人物
商売 はんじょー
本作の主人公。ももの木商店街のおもちゃ屋の二代目店主。店の商品であるおもちゃを使って商店街を暴れまくる。
商売 大はんじょー
はんじょーの父。
薬中 毒太（やくなか どくた）
危ない薬を開発する薬屋の二代目店主。通称「ドクター」。
野 生児（や せいじ）
色々な動物を操り、犬並の嗅覚をもつペットショップの二代目店主。通称「ペットン」。『別冊コロコロコミック』連載時は「犬飼 育照（いぬかい そだてる）」という名前だった。
刃　研次郎（やいば とぎじろう）
普段は良い子だが刃物を持たせると振り回して人に襲いかかる危ない性格になる金物屋の二代目店主。通称「ヤイバ」。
神田　洋（かんだ　よう）
無口な葬儀屋の二代目店主。通称「ブツダン」。『別冊コロコロコミック』連載時は名前が「しんだ よう」という読みだった。

## 書誌情報
- 松本しげのぶ『おどろき！ももの木笑店街』小学館〈てんとう虫コミックス〉、全3巻
  1. 1997年9月25日初版発行（8月28日発売[9]）、ISBN 4-09-142581-X
  2. 1998年8月28日発売[9]、ISBN 4-09-142582-8
  3. 1999年5月25日初版発行（4月26日発売[9]）、ISBN 4-09-142583-6

## シャドウ
単行本第3巻には松本の初めて『別冊コロコロコミック』にストーリー漫画を載せた読み切り、「シャドウ」が収録されている。同作は『別冊コロコロコミック』1994年6月号に掲載された作品。
上京したばかりの松本は、「その不安からか、やたらとダークな物に興味」を持ったため、本作を執筆している。松本によると、本来はこういう路線の作品が「頭をつかわず描ける」という。

## 正義の人ジャケティス
単行本第3巻には松本の初の連載作品である「正義の人ジャケティス」が収録されている。同作は『別冊コロコロコミック』1995年6月号から同年10月号に掲載された作品。
「ジャングルジム」、「おかしなプクリン」と2作品連続で感動物を執筆した松本は、ネタがつまったため、ヒーローものを描こうと考えた。当時の松本はストレスが溜まっていたため、本作の主人公を描くことによりストレスを発散させている。松本は「そのためか暴力シーンがけっこうえぐい」と話している。初の連載作品であったため、松本は思い入れがあったが、当時の担当編集者の野村にほかの作品を描いてみたらどうかと言われ、あっさりと終了している。松本は本作で「かっこいい美形キャラを描く点に苦労している。